# Olimpianismo
El olimpianismo es un movimiento religioso neopagano que intenta reproducir en la actualidad el sincretismo entre la religión griega y la romana. Combina elementos del dodecateísmo con el Camino romano a los dioses.
En general los olimpianistas aceptan la idea del Uno como esencia de todas las cosas y el origen del cosmos, incluyendo en creencias el concepto doctrinal panteísta de la filosofía neoplatonica. 
La teología olimpiana incluye el culto a los doce dioses principales del panteón griego, los dioses olímpicos, pero los veneran con la aparición y el nombre atribuidos durante la asimilación en la religión romana. 
La religión no tiene actualmente instituciones olimpianas arraigadas, con exclusión de la Asociación de Giuliano, aunque no se puede identificar como específicamente olimpiana. 
La mayoría de los grupos tienden a distinguirse como difícilmente como olimpianistas, y entre las cuales se incluyen dentro de un rango de movimiento dodecateico, siendo el dodecateísmo una de la religiones neopaganas mejor organizadas y más generalizadas.
- Datos: Q3881743